# 独峒镇
独峒乡，是中华人民共和国广西壮族自治区柳州市三江侗族自治县下辖的一个乡镇级行政单位。

## 行政区划
独峒乡下辖以下地区：
独峒村、林略村、高定村、干冲村、玉马村、高亚村、里盘村、岜团村、牙寨村、具盘村、平流村、八协村、唐朝村、知了村和弄底村。

## 中国传统村落
2012年，高定村被评为首批“中国传统村落”。